# ミスフィッツ
ミスフィッツ（The Misfits）は、アメリカ合衆国出身のハードコアパンク・バンド。
アンダーグラウンドの域を出なかったが、スラッシュメタル時代の「メタリカ」メンバーらが見出し評価されたグループの一つ。ボーカリスト グレン・ダンジグを輩出したことでも知られる。

## 概要・略歴

### バンド名
女優マリリン・モンローの遺作である映画『The Misfits』（邦題：荒馬と女）に由来。グレン・ダンジグが、モンローの死を取り巻く噂に非常に興味を持っていた。

### 結成期（1977年 - 1983年）

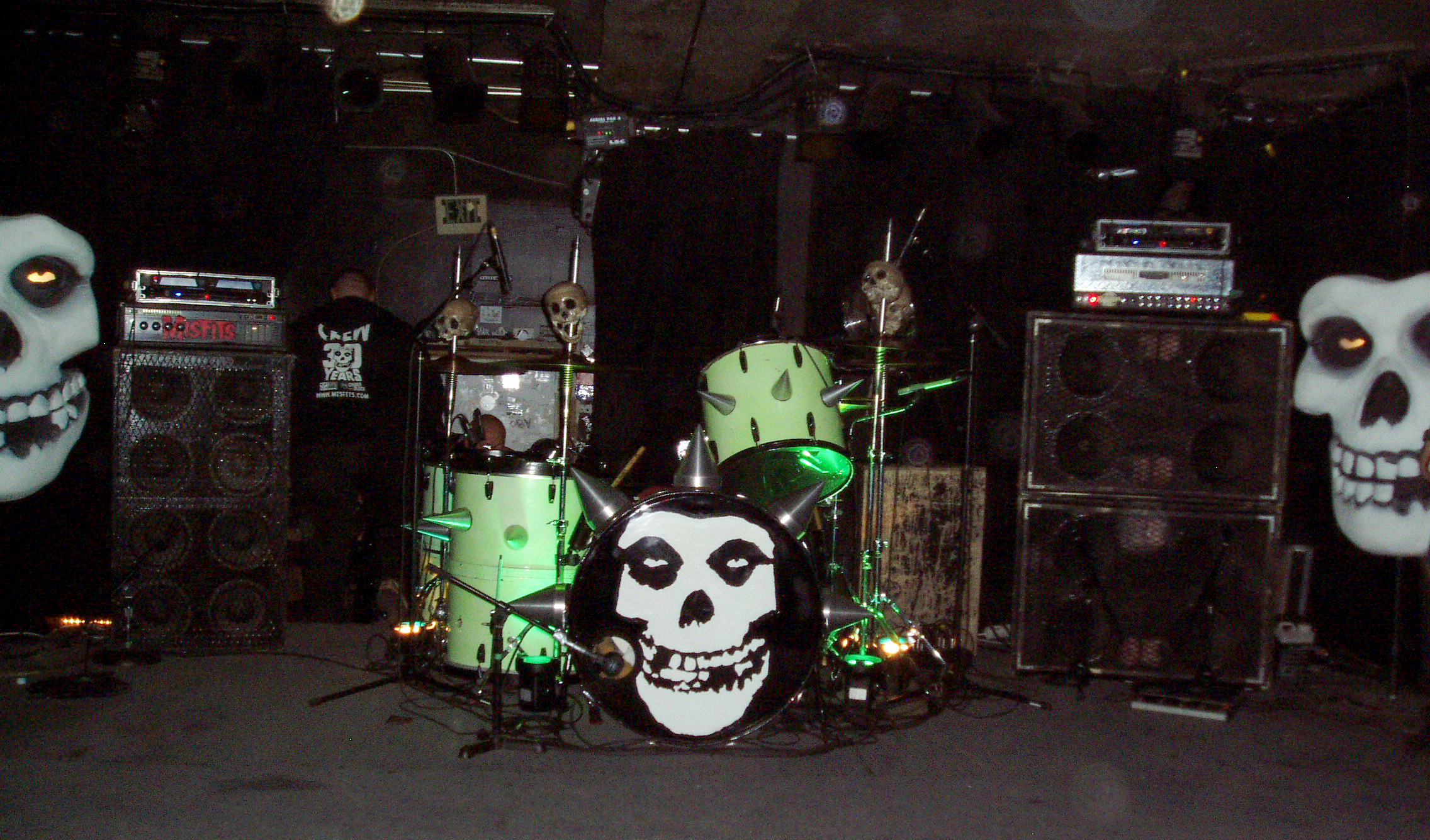
バンドのシンボル骸骨「Crimson Ghost」

結成初期はグレン・ダンジグ（vo、piano）、ジェリー・オンリー（b）、マニー（ds）というギターレスの3人編成だったが、1978年には新ドラマーとギタリストを迎えて4人編成となり、1979年には彼等のシンボルとなる骸骨マーク「Crimson Ghost」や、髪の毛を真ん中に垂らしたトレードマーク“Devilock”が登場し、アイデンティティが確立された。その後、数度のメンバー・チェンジを経て、1980年に当時15歳だったジェリーの弟であるドイル（g）が加入、グレン、ジェリー、ドイルという黄金ラインナップが完成する。
1982年に記念すべき1stフル・アルバム「WALK AMOUNG US」、1983年に2nd「EARTH A.D./WOLFS BLOOD」を発表、しかしこの頃にはバンド間の不協和音が最高潮に達し、同年秋のハロウィン・ライヴを最後に解散した。
しかしその後、メタリカやガンズ・アンド・ローゼズ等がカヴァーを行い、解散後のミスフィッツは再評価されていった。グレンはそんな中、自己のプロジェクト「ダンジグ」の作品で高セールスを記録する。

### 新生ミスフィッツ（1995年 -  2015年）
一方ジェリー＆ドイルはミスフィッツの再興を目指そうとした中、MISFITSの名称権をグレンが個人で所有していた件が発覚。ここで両サイドが対立し、約10年間の裁判沙汰の末ジェリー＆ドイルが勝訴。1995年に新ドラマーと新ヴォーカリストを迎えて再結成を果たし、1997年に3rdアルバム『American Psycho』を発売、翌年初来日も果たした。
その後ロードランナーに移籍、1999年8月7日には富士急ハイランドで行われたマリリン・マンソンのフェスティヴァル“ビューティフル・モンスターズ・ツアー”に参加した。しかし2001年をもってドイルが脱退し、ジェリー主導の体制に移る。

### リユニオン以降（2016年 -  現在）
脱退後のドイルはグレンと和解し、2004年頃からダンジグのライブに客演するなど旧交を温めていた。そして2016年、ジェリーとも和解を果たしたグレンが33年ぶりに正式メンバーとして復帰し、離脱していたドイルも復帰した。
リユニオンツアーは2019年まで続き、以降「当面は、オリジナル編成で活動する予定は無い」と示唆している。

## メンバー
※2020年6月時点

### 現ラインナップ
- グレン・ダンジグ (Glenn Danzig) - ボーカル (1977–1983, 2016- )
- ジェリー・オンリー (Jerry Only) - ベース (1977–1983, 1995– )、ボーカル (2001–2016)
- ドイル・ウルフギャング・フランケンシュタイン (Doyle Wolfgang Von Frankenstein) - ギター (1980–1983, 1995–2001, 2016- )
- エイシー・スレイド (Acey Slade) - ギター (2016- )
- デイヴ・ロンバード (Dave Lombardo) - ドラムス (2016- )

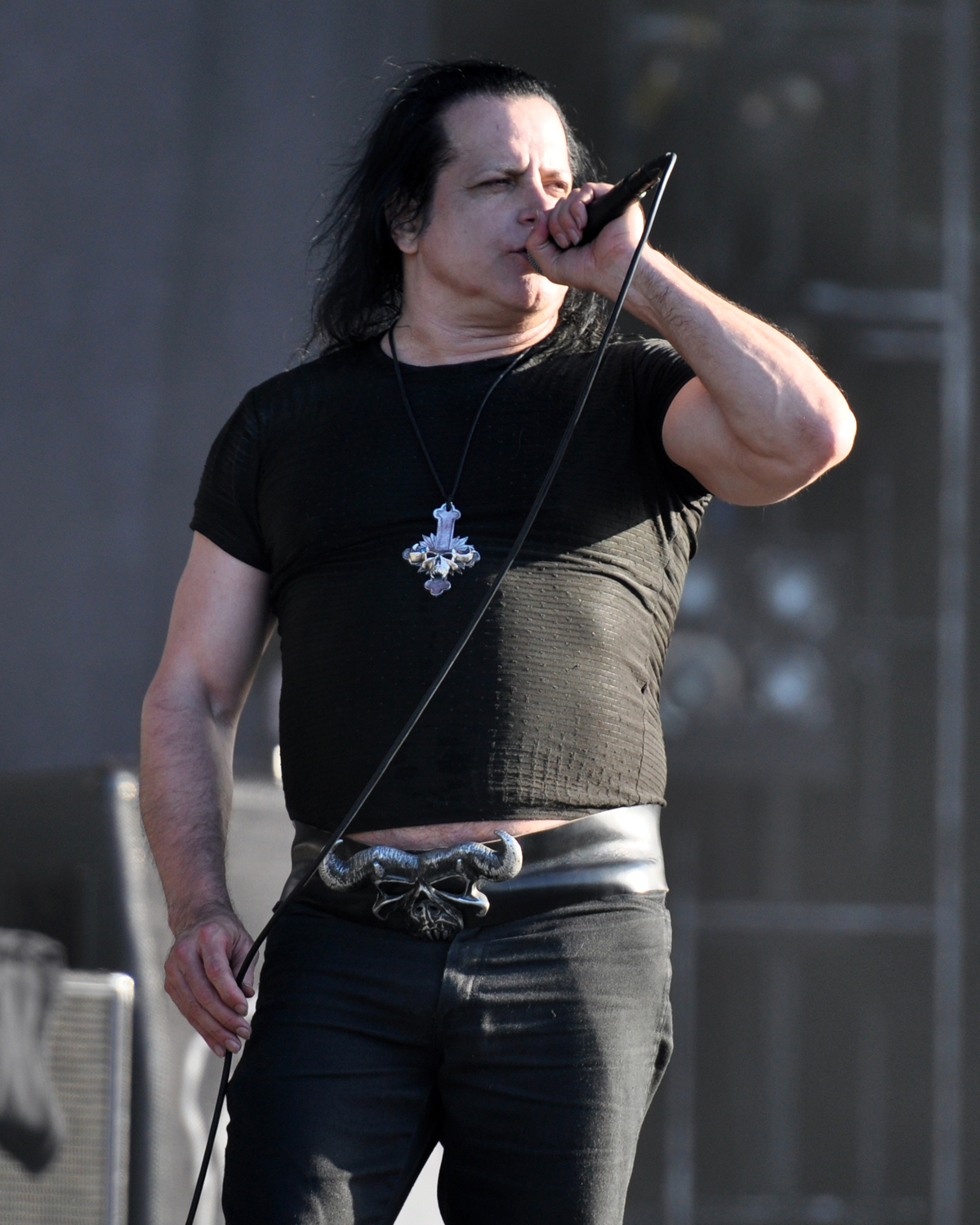
グレン・ダンジグ(Vo) 2013年
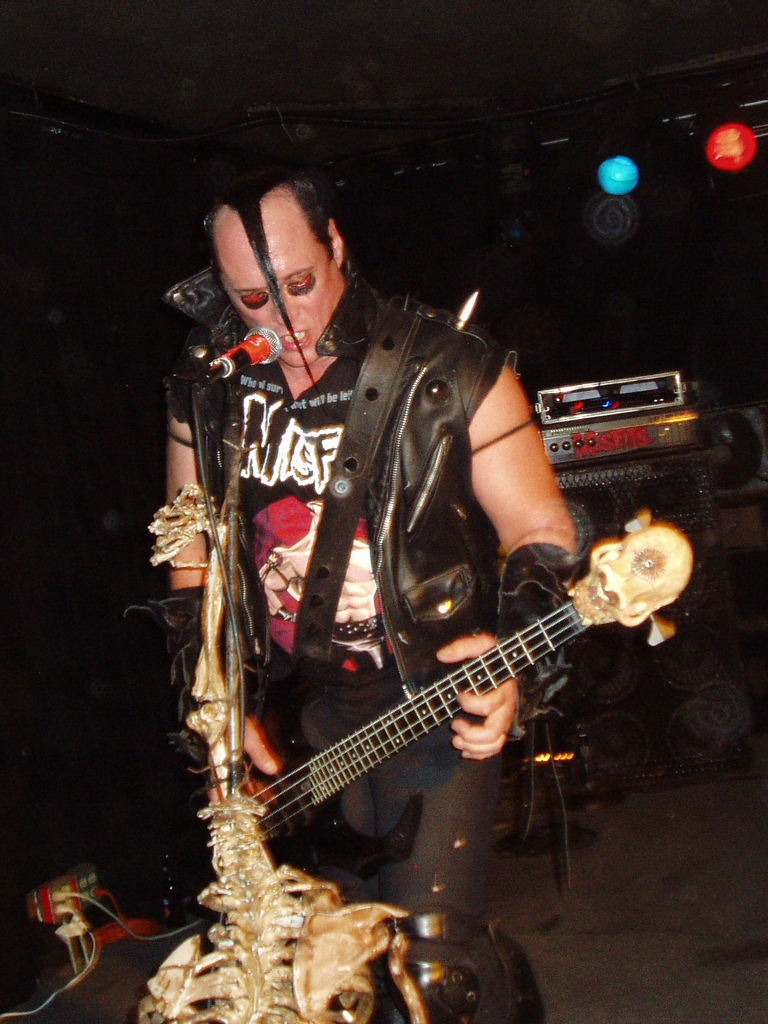
ジェリー・オンリー(B) 2007年
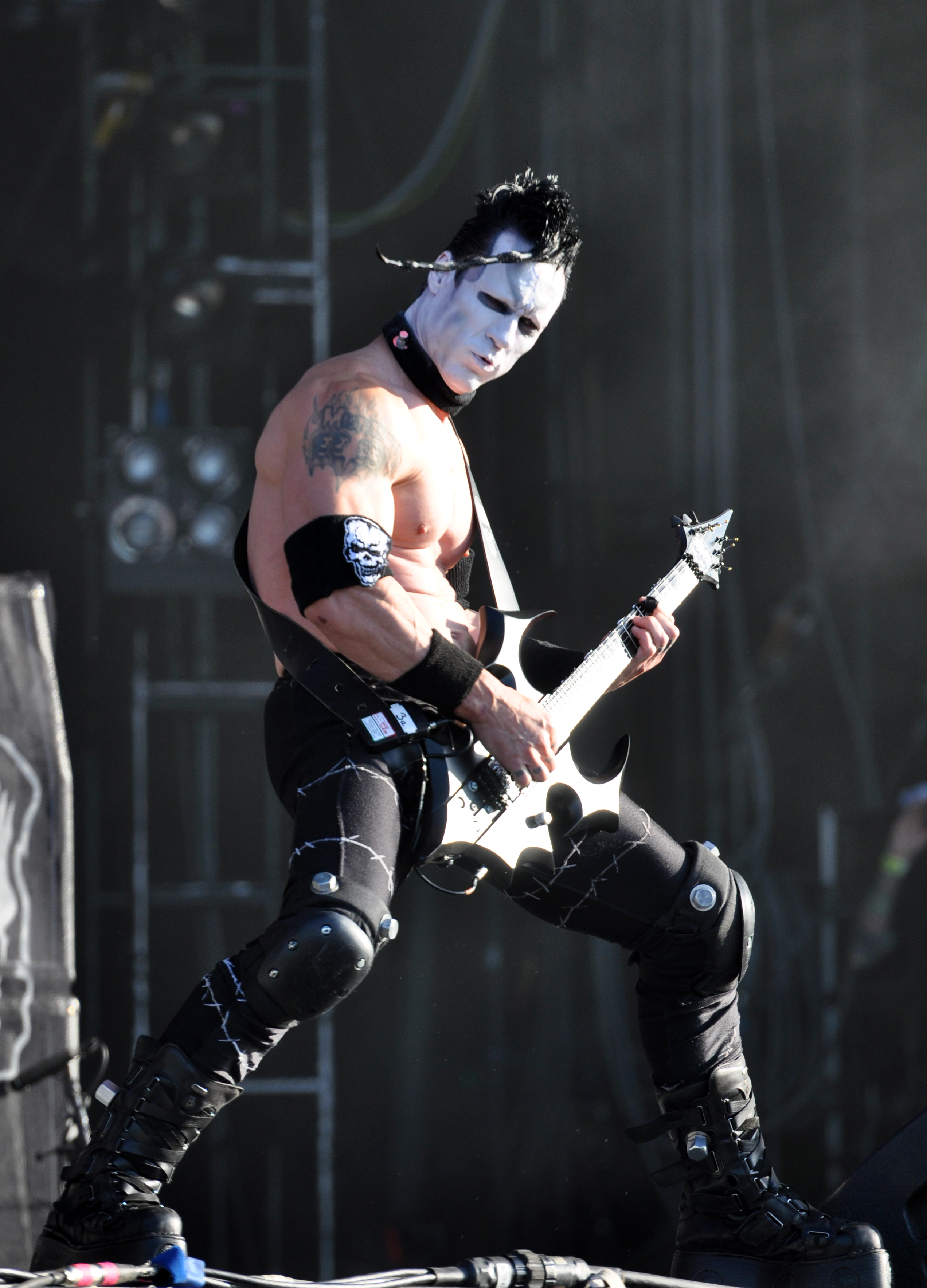
ドイル・ウルフギャング・フランケンシュタイン(G) 2013年
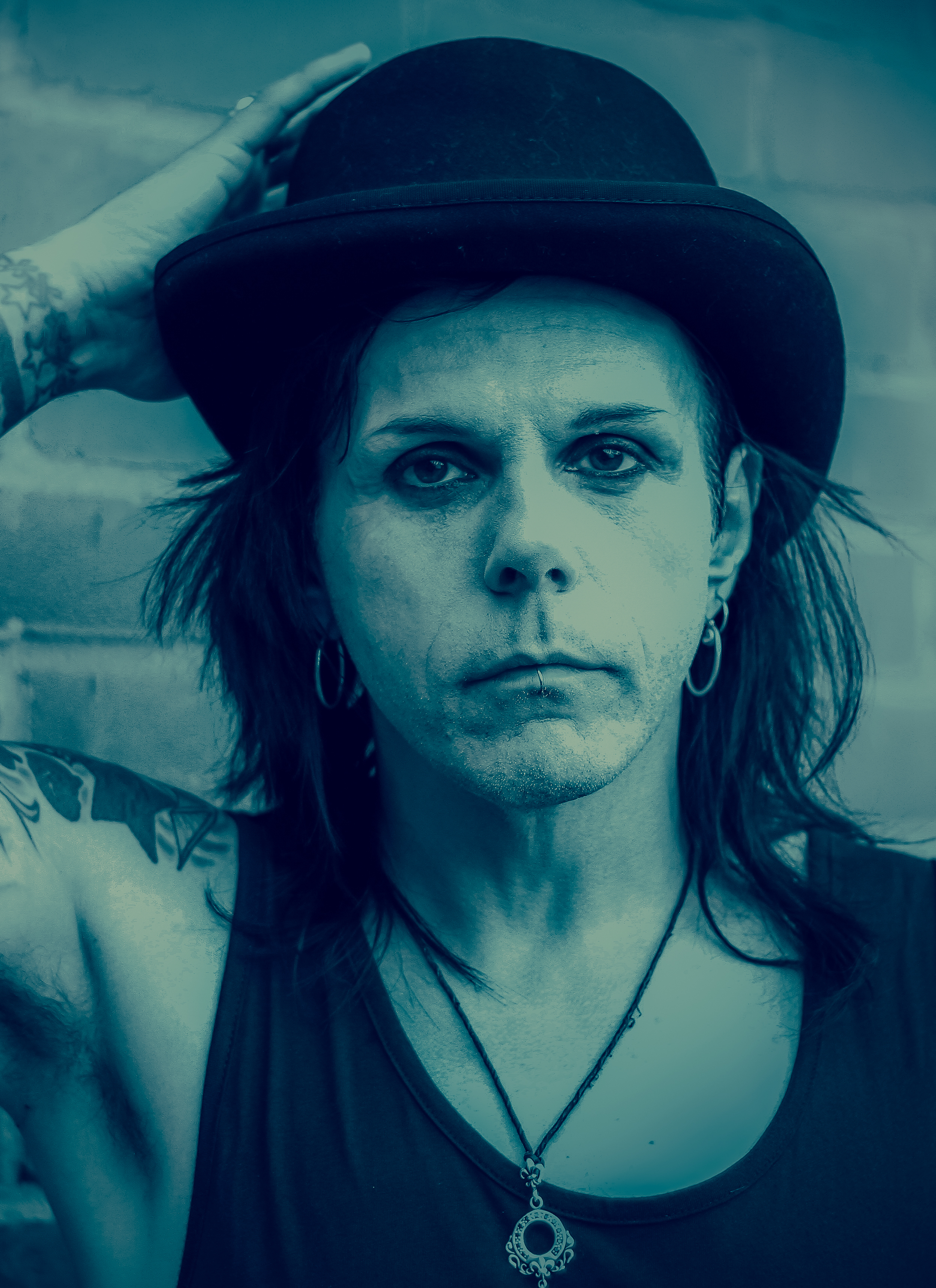
エイシー・スレイド(G)
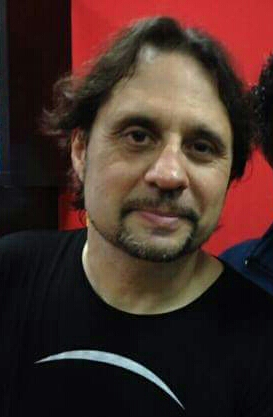
デイヴ・ロンバード(Ds) 2017年

### 旧メンバー
活動初期
- ダイアン・ディピアッツァ (Diane DiPiazza) - ベース (1977)
- ジミー・バトル (Jimmy Battle) - ギター (1977)

正式メンバー確定後
- マニー・マルティネス (Manny Martínez) - ドラムス (1977)
- フランチェ・コーマ (Frank Licata) - ギター (1977–1978)
- ミスター・ジム (Jim Catania) - ドラムス (1978)
- ボビー・スティール (Bobby Steele) - ギター (1978–1980)
- ジョーイ・イメージ (Joey Poole) - ドラムス (1978–1979) ♰RIP 2020[7]
- アーサー・グーギー (Joseph McGuckin) - ドラムス (1980–1982)
- ロボ (Roberto Valverde) - ドラムス (1982–1983, 2005–2010)
- ブライアン・イメージ (Brian Keats) - ドラムス (1983)
- マイケル・グレイヴス (Michale Graves) - ボーカル (1995–2000)
- ドクター・チャド (Dr. Chud) - ドラムス (1995–2000)
- マーキー・ラモーン (Marky Ramone) - ドラムス (2001–2005)
- デス・カディナ (Dez Cadena) - ギター (2001–2016)
- エリック・アルセ (Eric "Goat" Arce) - ドラムス (2010–2016)

## ディスコグラフィー

### アルバム
スタジオアルバム
- Walk Among Us（1982年）
- Earth A.D.（1983年）
- American Psycho（1997年）
- Famous Monsters（1999年）
- Project 1950（2003年）
- The Devil's Rain（2011年）

ライブアルバム
- Evilive（1987年）
- Evillive II（1998年）
- DEA.D. ALIVE!（2013年）

コンピレーション
- Static Age（1996年）- お蔵入りしていた1978年録音の未発表作品。完全版としてボックスセット『The Misfits』（1996年）に収録

スプリットアルバム
BALZAC & MISFITS: Don't Open 'Til Doomsday （2002年）

### ボックスセット
- The Misfits（1996年）